# 钟离、义阳之战
钟离、义阳之战，503年（南梁天监二年、北魏景明四年）至次年，北魏军分路进攻南梁钟离（今安徽省凤阳县东北）、义阳（今河南省信阳市）获胜的作战。
503年三月，投靠北魏的南齐鄱阳王萧宝寅和江州刺史陈伯之请求北魏出兵攻梁。魏宣武帝元恪应允，在四月诏萧宝寅为都督东扬州等三州诸军事，招募英豪，配合南攻。陈伯之为都督淮南诸军事。六月，宣武帝派任城王元澄率军五万及萧宝寅、陈伯之等并力攻打钟离，八月，派镇南将军元英进攻义阳。魏军在钟离方向发展顺利，十月连克颍川郡（今安徽省寿县西）、大岘（今安徽省含山县东北）、焦城、淮陵（今江苏省盱眙县西）等八城，在攻阜城（今安徽省全椒县东）时，被南梁太守冯道根所率骑兵百余的攻击，粮道被切断，魏军被迫退军。正始元年（504年）正月，陈伯之军在东关（今安徽省含山县西南）击败梁征虏将军赵祖悦。二月，梁将姜庆真乘北征钟离，寿阳（今安徽省寿县）空虚之际，袭占寿阳外城，任城王元澄的夫人率军守城，萧宝寅来救，魏军内外夹击大败姜庆真军。元澄率魏军主力围攻钟离。梁武帝派冠军将军张惠绍等率军五千人运粮来救钟离。这时，元英又派平远将军刘思祖部拦住梁军运粮部队，于邵阳洲（今安徽省凤阳县东北淮河中）大败梁军，擒获张惠绍等十名梁将。三月，攻钟离的魏军因为淮水暴涨，撤还寿阳。在义阳方向，元英在景明四年十月领兵围攻贤首山（今河南信阳市西南），寨民任马驹斩杀守将杨由，投降了北魏。十一月，元英在白沙（今河南光山县南）击败梁将吴子杨，围攻义阳。正始元年二月，梁武帝派平西将军曹景宗、后将军王僧炳]率步骑三万增援义阳。其中王僧炳率军2万人进驻凿岘（今河南信阳市南）、曹景宗率军万人为后继。元英派元逞等进驻樊城（今湖北樊城区），抗击梁军。三月，元逞率部击败南梁援军，斩俘四千余人，梁将曹景宗滞留凿岘，不敢增援义阳。七月，梁武帝又派宁朔将军马仙埤援救义阳。元英在上雅山（今河南桐柏县境内）构筑防御工事，示弱设伏，引诱梁军。马仙埤不知是计，领兵直追至义阳城下，突击元英大营，元英诈败。马仙埤追击，遭到伏击，大败。马仙埤部又连续进攻，都以失败告终。八月，梁军义阳守将[蔡灵思在援兵不至的情况下，开城降魏。魏军占领义阳，并置为郢州，以司马悦为刺史。